# Tronuri (îngeri)

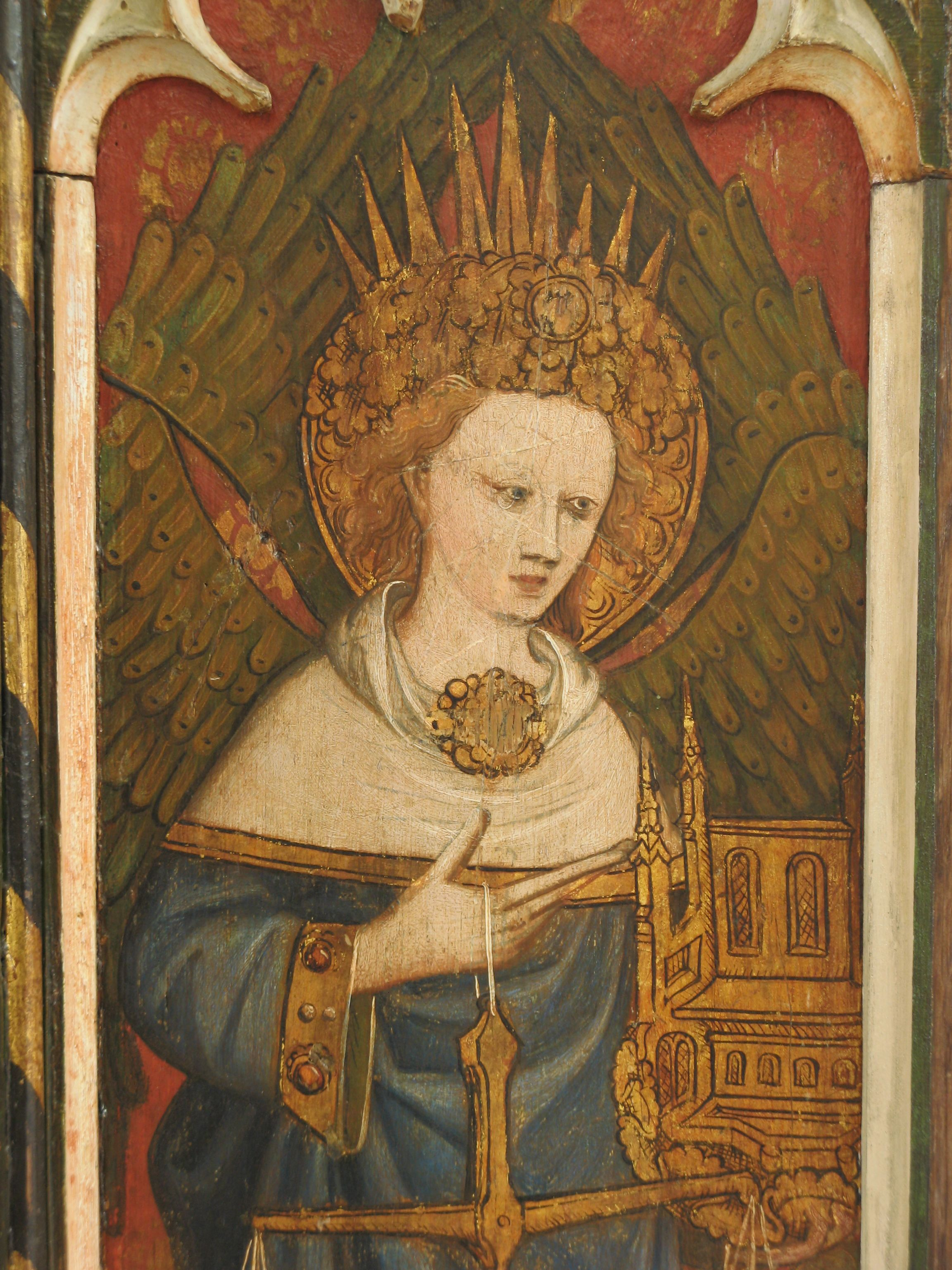
Tronuri din Barton Turf Rood Screen, Norfolk, U.K.

Tronurile (greacă veche: θρόνος, pl. θρόνοι; latină: thronus, pl. throni) sunt o clasă de ființe cerești menționată în Epistola lui Pavel către coloseni, capitolul 1, versetul 16: „Pentru că întru El au fost făcute toate, cele din ceruri și cele de pe pământ, cele văzute, și cele nevăzute, fie tronuri, fie domnii, fie începătorii, fie stăpânii. Toate s-au făcut prin El și pentru El..” Ei sunt purtătorii Tronului lui Dumnezeu, de aici și numele.
După Pseudo-Dionisie Areopagitul sunt a treia ceată a îngerilor de Dumnezeu purtători, după serafimi și heruvimi.